# Revue canadienne de génie civil
Revue canadienne de génie civil ou Canadian Journal of Civil Engineering est une revue scientifique à comité de lecture de génie civil par les Éditions Sciences Canada. La revue établie en 1974 est publiée mensuellement. La revue est la publication officielle de la Société canadienne de génie civil. Les rédacteurs en chef sont Tarek Sayed (Université de la Colombie-Britannique) et Mike Bartlett (Université de Western Ontario).

## Champs de recherche
- Environnement,
- hydrotechnique,
- Ingénierie des structures,
- Construction
- Génie mécanique,
- Génie des matériaux,
- Histoire de génie civil.